# Relations entre la Russie et la Syrie
Les relations entre la Russie et la Syrie (en arabe : العلاقات الروسية السورية ; en russe : Российско-сирийские отношения) sont relativement amicales. La Syrie dispose d'une ambassade à Moscou tandis que la Russie dispose d'une ambassade à Damas et d'un consulat à Alep, fermé en 2012 en raison de la guerre civile syrienne. La Russie est un important soutien au gouvernement syrien dans la guerre que connaît actuellement la Syrie et a imposé son droit de veto à plusieurs résolutions du Conseil de sécurité des Nations unies visant à sanctionner le gouvernement syrien, et intervient militairement sur le territoire syrien, officiellement depuis le 30 septembre 2015.

## Histoire des relations russo-syriennes

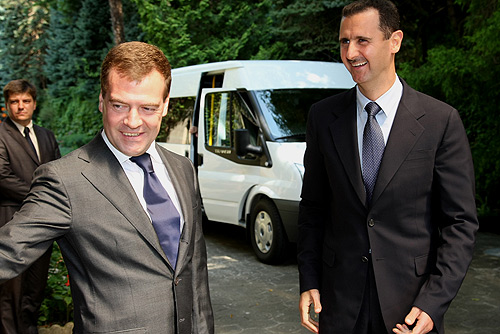
Le président syrien Bachar el-Assad avec le président russe Dmitri Medvedev lors d'une visite officielle à Sotchi au bord de la mer Noire en août 2008.

Les relations débutent véritablement en 1956 avec la crise de Suez qui donne l'occasion à l’Union soviétique de se poser durablement en Syrie comme puissance anti-impérialiste et anti-occidentale.
Après la guerre des Six Jours, l'Union soviétique revendique le rôle de protecteur des pays arabes contre la « menace israélienne ». Elle obtient dans le cadre du déploiement de sa présence navale en Méditerranée des facilités pour sa flotte à Lattaquié. 
Les relations entre les deux pays sont renforcées en 1970, à la suite de l'échec de l'union de l'Égypte et de la Syrie en une République arabe unie (RAU) à l'époque, quand Anouar el-Sadate succède à Gamal Abdel Nasser en Égypte, celui-ci tente un rapprochement avec les États-Unis et se méfie de l'influence de l'URSS. En Syrie, les Alaouites à la tête du pouvoir sont des laïcs convaincus et sont assez ouverts aux idées de gauche et aux idées progressistes. De plus, à l'époque, les États-Unis sont garants et soutiennent l'État d'Israël. Ainsi, en 1971, la Syrie octroie une facilité navale à la flotte soviétique dans le port syrien de Tartous qui représente un emplacement capital du point de vue géopolitique, la Russie cherchant à obtenir des mouillages dans des mers chaudes.
À l’époque soviétique, le régime d’Hafez el-Assad a bénéficié d’importantes livraisons d’armes et de conseillers militaires, au point de faire de l’armée syrienne l’une des plus puissamment équipées de la région. Le 8 octobre 1980, un traité d'amitié et de coopération pour vingt ans est même signé à Moscou par el-Assad et Léonid Brejnev.
En 1986, des tensions apparaissent avec l'arrivée de Mikhaïl Gorbatchev au pouvoir, lequel souhaite que le régime de Damas paie ses dettes. Se détournant quelques années de Moscou, la Syrie participe à la première guerre du Golfe aux côtés des États-Unis. L’effondrement de l’URSS a laissé à la Syrie une dette conséquente à l’égard de la Russie, toujours objet de discorde entre Moscou et Damas dans les années 1990, en plus de priver le pays de toute possibilité de moderniser son vaste arsenal. 

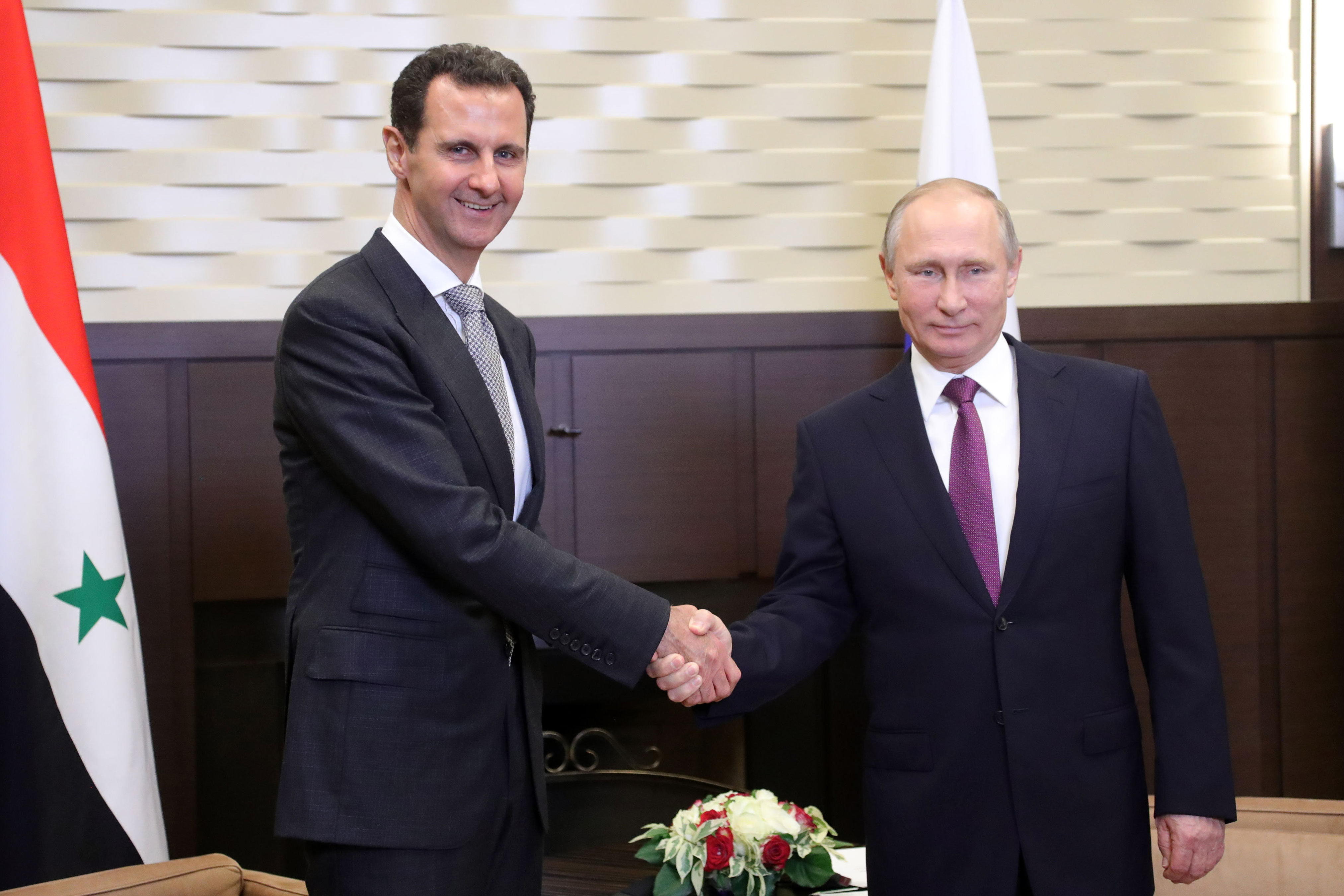
Bachar el-Assad et Vladimir Poutine (2017).

Après une amélioration des relations à l’occasion de la visite du ministre de la Défense syrien Moustapha Tlass à Moscou en 2001, un tournant diplomatique intervient en 2005 lorsque le Kremlin décide de ramener la dette syrienne de 13,4 milliards de dollars à 3,6 milliards,. Le dialogue stratégique et économique se renforce depuis lors : le président syrien Bachar el-Assad rend visite à son homologue russe en 2005, 2006 et 2008. Au centre de ses déplacements figure la reprise de la coopération militaro-technique, contestée par Tel-Aviv et Washington, d’autant que cette relance s’est inscrite dans le contexte de la crise libanaise déclenchée à la suite du retrait forcé des troupes syriennes du Liban et de l’assassinat du Premier ministre Rafiq Hariri en 2005.
En 2010, Dmitri Medvedev est le premier président russe à se rendre en Syrie, élargissant la coopération entre les deux pays aux secteurs de la communication, de l'énergie ou encore du tourisme. En 2013, dans le contexte de la guerre civile syrienne, la Russie continue à livrer des armes au régime de Damas et à opposer son veto au Conseil de sécurité des Nations unies : elle s'oppose à une opération militaire occidentale après les attaques à l'arme chimique qui ont eu lieu le 21 août, la communauté internationale accusant Bachar el-Assad d'être responsable, la Syrie et la Russie considérant pour leur part qu'il s'agit des rebelles. En septembre 2015, la Russie revient ainsi officiellement sur le devant de la scène en tant qu'acteur majeur du Moyen-Orient à travers son intervention militaire en Syrie.

## Base navale russe de Tartous
La marine russe dispose d'une base navale stratégique à Tartous depuis 1971 qui avait été établie durant l'ère soviétique, unique base navale russe donnant sur la mer Méditerranée.  La Russie y stationne une garnison de 150 hommes. Damas offre par ailleurs des facilités logistiques aux bâtiments de guerre russes dans le port de Lattaquié, ce qui permet à Moscou de disposer d’une plate-forme de soutien pour un éventuel déploiement naval dans la région. En effet, depuis l'été 2007, le commandant en chef de la marine, l'amiral Vladimir Massorine, réfléchit au rétablissement d'une présence navale permanente en Méditerranée qu'il considère comme « une mer de la plus haute importance stratégique » et comme « une région où la puissance navale et le drapeau russe doivent être vus ». 
Selon les services israéliens, les Russes voudraient rajouter des navires pour soutenir le bâtiment russe stationné dans le port de Tartous (où les Russes effectuent des travaux en 2006) mais aussi à Lattaquié. Les Israéliens estiment que l'escadre serait constituée autour du croiseur lance missiles Moskova, et craignent que les bases russes deviennent des sites de défense aérienne et des centres de renseignement électronique.

## Relations économiques
En 2010, le montant des exportations russes vers la Syrie s'élevait à 1,1 milliard de dollars américains. La Syrie achète notamment du matériel militaire (avions de combat Mikoyan-Gourevitch MiG-29 et Yakovlev Yak-130, missiles sol-air Pantsir S-1/Iskander et sous-marins de classe Amour) aux Russes.